# Stentjärnen (Lycksele socken, Lappland, 722148-160801)
Stentjärnen är en sjö i Lycksele kommun i Lappland och ingår i Umeälvens huvudavrinningsområde. Sjön har en area på 0,0586 kvadratkilometer och ligger 335,3 meter över havet.

## Delavrinningsområde
Stentjärnen ingår i det delavrinningsområde (722124-160807) som SMHI kallar för Mynnar i Bjurbäcken. Medelhöjden är 346 meter över havet och ytan är 36,03 kvadratkilometer. Räknas de 4 avrinningsområdena uppströms in blir den ackumulerade arean 74,63 kvadratkilometer. Sillbäcken som avvattnar avrinningsområdet har biflödesordning 4, vilket innebär att vattnet flödar genom totalt 4 vattendrag innan det når havet efter 227 kilometer. Avrinningsområdet består mestadels av skog (71 procent) och sankmarker (18 procent). Avrinningsområdet har 1,31 kvadratkilometer vattenytor vilket ger det en sjöprocent på 3,6 procent.